# Scott Ferrier
Scott Ferrier, född 12 juni 1974, är en australisk friidrottare. Han deltog vid olympiska sommarspelen 1996 och olympiska sommarspelen 2000.